# Emlichheim

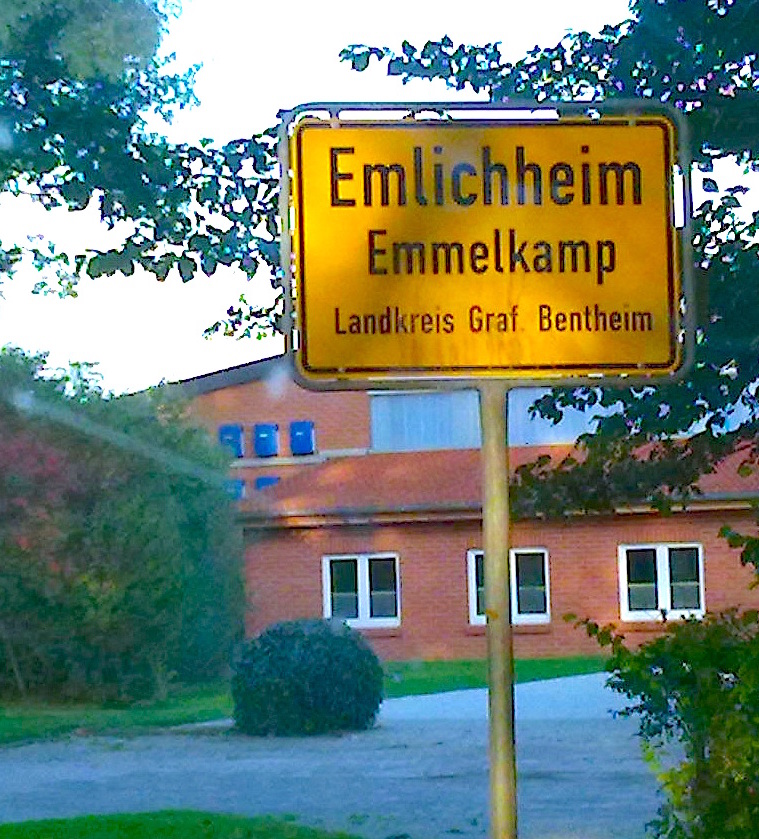
Deutsch-plattdeutsches Ortsschild in Emlichheim

Emlichheim (niederdeutsch und niederländisch: Emmelkamp) ist eine Gemeinde im Landkreis Grafschaft Bentheim in Niedersachsen (Deutschland) und Sitz der gleichnamigen Samtgemeinde.

## Geographie
Emlichheim liegt an der deutsch-niederländischen Grenze. Der Ort wird im Süden durch die Vechte und im Norden durch den Coevorden-Piccardie-Kanal eingegrenzt. Die Gemeinde ist Verwaltungssitz der Samtgemeinde Emlichheim mit den Gemeinden Emlichheim, Hoogstede, Laar und Ringe. In den letzten Jahren erfuhr Emlichheim massives Wachstum, vor allem bedingt durch den Zuzug niederländischer Staatsangehöriger.

## Geschichte

### Sprachgeschichte
Im umgangssprachlichen Dialekt ist bis heute der Name Emmelkamp üblich. Der hochdeutsche Name Emlichheim leitet sich von den ursprünglichen niederdeutschen Formen Emminchem oder Emmenheim ab. Seit der Zeit des Dreißigjährigen Krieges wurde das Hochdeutsche in der Grafschaft Bentheim für Urkunden verwendet. Behördlicherseits wurde so der Name aus dem bis dahin verwendeten Niederdeutschen ins Hochdeutsche als Emlichheim übertragen. Aufgrund der engen kulturellen und ökonomischen Verflechtungen mit den Niederlanden war, insbesondere in der Niedergrafschaft, seit dem 16. Jahrhundert das Niederländische die gängige Verkehrs-, Kirchen- und Schriftsprache. Bis in die 1820er Jahre wurde in den Schulen der Grafschaft Niederländisch als erste Sprache verwendet. Die Umgangssprache war der lokale niederdeutsche Dialekt, der stark von der niederländischen Schriftsprache beeinflusst war.
In der örtlichen Umgangssprache setzte sich mit der Zeit die Form Emlenkamp für Emlichheim durch. Über die Umgangssprache gelangte diese Form dann auch in die niederländische Schreibung. In der Praxis kam es so, dass fortan im Hochdeutschen von Emlichheim die Rede ist, in niederländischsprachigen Urkunden des 16. bis 19. Jahrhunderts von Emlenkamp.

### 19. und 20. Jahrhundert
In den 1830er Jahren schlossen sich viele Grafschafter Pastoren und Gemeinden der in den Niederlanden, in der Grafschaft und in Ostfriesland aufkommenden Abscheidungsbewegung (niederländisch: Afscheiding) an, darunter zahlreiche Reformierte in Emlichheim, die sich als „altreformiert“ verstanden. Niederländisch wurde infolgedessen zur Kirchensprache. Daran stießen sich die Nationalsozialisten, die schließlich den Gebrauch des Niederländischen in Gottesdiensten und bei kirchlichen Feiern verboten. Die Altreformierten in Emlichheim lehnten durchweg die nationalsozialistische Ideologie ab. Die „Abscheidungsfeier“ zum 100-jährigen Jubiläum ihrer Gemeinde im Oktober 1934 war nicht zuletzt ein Ausdruck der Entschlossenheit, die „niederländische Verbindung“ zu verteidigen.

### Eingemeindungen
Am 1. März 1974 wurde die Nachbargemeinde Volzel eingegliedert.

## Politik

### Gemeinderat
Aktuelle Zusammensetzung des insgesamt 21 Sitze zählenden Gemeinderates seit dem 1. November 2021:
- CDU – 9 Sitze
- SPD – 8 Sitze
- Bündnis 90/Grüne – 2 Sitze
- FDP – 2 Sitze

(Stand: Kommunalwahl vom 12. September 2021)

### Bürgermeister/-in
Zum ehrenamtlichen Bürgermeister wurde in der konstituierenden Sitzung des Gemeinderates am 10. November 2021 Arne-Jan Helweg gewählt.

### Partnergemeinden
- Genemuiden (Niederlande) seit ca. 1975
- Grabów nad Prosną (Polen) seit 2006

## Wirtschaft

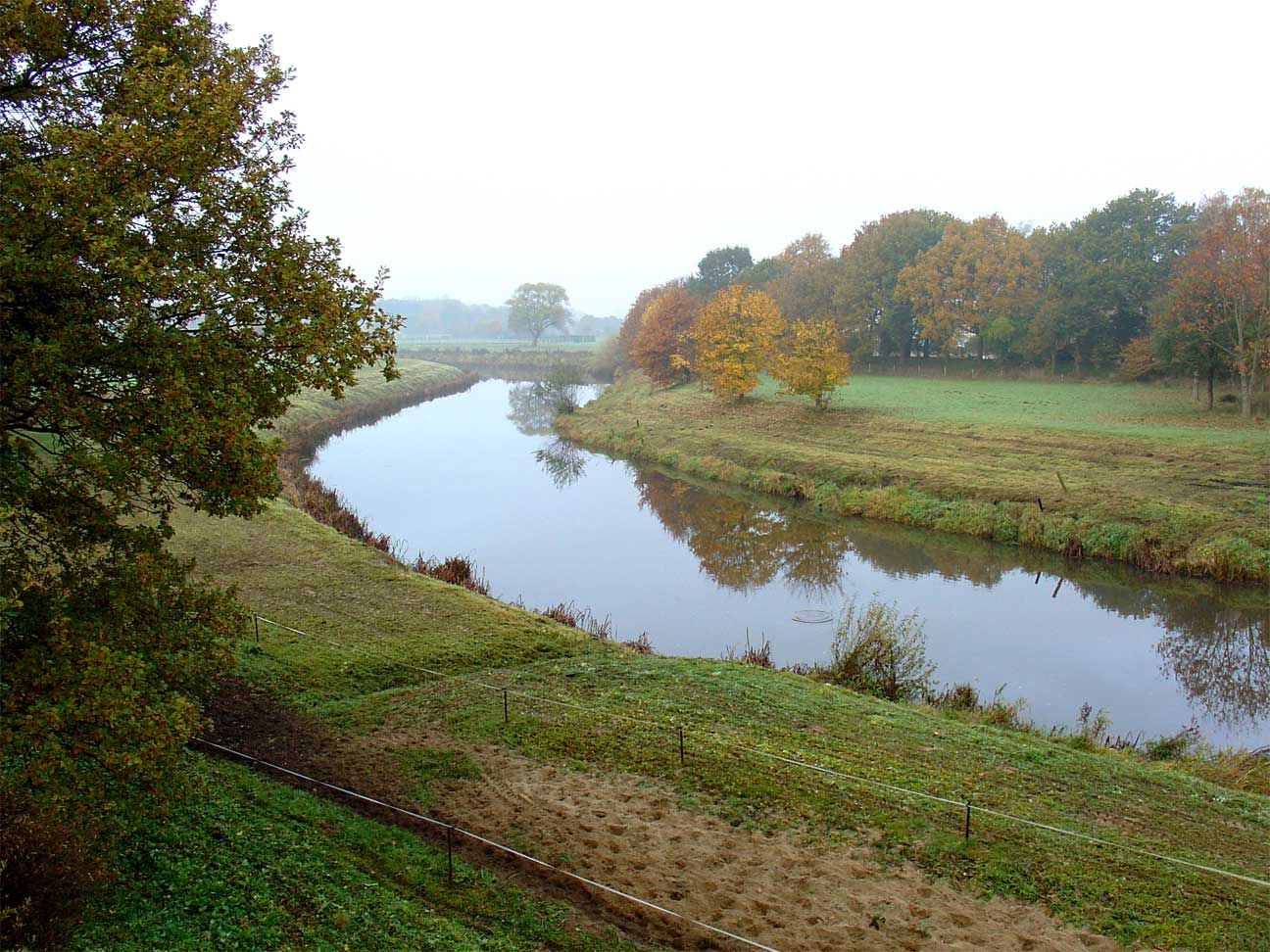
Die Vechte bei Emlichheim

In Emlichheim ist die Emsland Group mit ihrer Tochter Emsland-Stärke GmbH als größter europäischer Stärkeproduzent ansässig. Im Hauptwerk Emlichheim werden jährlich über eine Million Tonnen Kartoffeln, die aus einem Umkreis von etwa 150 km angeliefert werden, verarbeitet. Emsland-Stärke ist nicht nur der größte Arbeitgeber in Emlichheim, sondern auch wichtiger Existenzfaktor für die ganze Region.
Etwa acht Kilometer westlich von Emlichheim liegt innerhalb der Gemeinde Laar und der angrenzenden niederländischen Gemeinde Coevorden das grenzüberschreitende Industriegebiet Europark (Europark Emlichheim-Coevorden). Dort besteht ein großer Güter- bzw. Containerumschlagplatz mit der Bezeichnung EuroTerminal, welcher von einer Tochterfirma der Bentheimer Eisenbahn AG und niederländischen Partnerfirmen betrieben wird. Ein im Auftrag der Bentheimer Eisenbahn angefertigtes Gutachten aus dem Jahr 2009 empfahl, dem Europark den Status eines Güterverkehrszentrums (GVZ) zu geben, was mittlerweile auch geschah. Des Weiteren besteht im Europark unter anderem die von einem privaten niederländischen Investor gebaute und umstrittene Müllverbrennungsanlage Emlichheim.
Ein weiterer wirtschaftlicher Faktor der Samtgemeinde ist die kunststoffverarbeitende Industrie; hierzu zählt in Emlichheim das Unternehmen Synco. Zu den weiteren bedeutenden Unternehmen und großen Arbeitgebern im Ort gehören HRD-Trailer-Engineering GmbH (Fahrzeugbau), rokatec GmbH (Kabelkonfektion), Oldekamp GmbH & Co. KG (Garten- und Landschaftsbau), Stahl Bauunternehmen GmbH und Theodor Arens GmbH & Co. KG (Haustechnik).

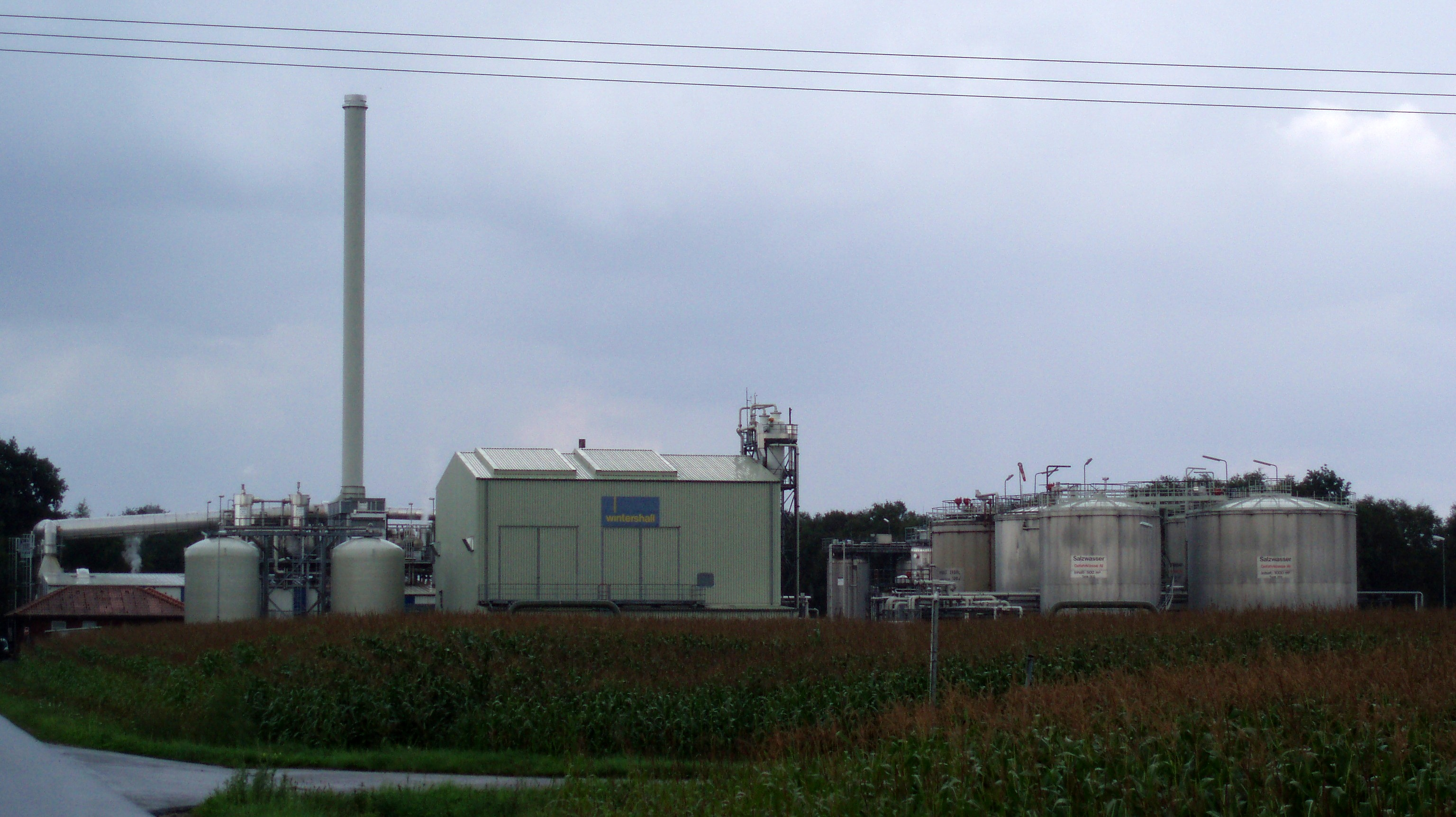
Erdölförderung der Wintershall in Emlichheim

In Emlichheim wird in einem eher kleinen Umfang Erdöl und Erdgas gefördert. Die Erdölförderung wurde im Feld Emlichheim durch die Wintershall GmbH im Jahr 1943 aufgenommen. Ferner betreibt im Bereich der erneuerbaren Energien N.prior energy seit 2005 ein Biomasseheizkraftwerk mit einer Leistung von 20 MWel, das hauptsächlich mit Holz befeuert wird. Ferner befindet sich in Emlichheim ein weiteres Biomasseheizkraftwerk, das mit Stroh (Halmgutartige Biomasse) befeuert wird und die erste Anlage ihrer Art in Deutschland ist. Es hat eine Leistung von 49,8 MW und einen Energienutzungsgrad von bis zu 90 %. Neben Strom wird das Kraftwerk auch Prozesswärme und Hochtemperatur-Dampf für die Emsland Group produzieren sowie Heizwärme in ein Nahwärmenetz einspeisen (Kraft-Wärme-Kopplung).
Seit mehr als 20 Jahren wird in den Windparks Emlichheim-Nord und -Süd Strom erzeugt.

## Verkehr
Emlichheim liegt an der Bundesstraße 403, die von Ochtrup über Nordhorn nach Coevorden in den Niederlanden führt.
Der Ort ist an das Netz der Bentheimer Eisenbahn angeschlossen. Es besteht ein sehr reger Güterverkehr; der Schienenpersonennahverkehr (SPNV) wurde 1974 eingestellt. Geplant ist, die Strecke Coevorden – Emlichheim – Nordhorn – Bad Bentheim für den SPNV zu reaktivieren. In einem ersten Schritt wurde die Verbindung zwischen Neuenhaus und Bad Bentheim als RB 56 zum 7. Juli 2019 in Betrieb genommen. Es ist geplant, auch auf dem Abschnitt Coevorden–Neuenhaus den Personenverkehr wiederaufzunehmen.
An allen Tagen verkehren im Stundentakt barrierefreie Busse mit Niederflurtechnik der Verkehrsgemeinschaft Grafschaft Bentheim (VGB) von Emlichheim über Uelsen nach Neuenhaus (Regionalbuslinie 10). In Neuenhaus bestehen Anschlüsse an die Bahnlinie RB 56 in Richtung Nordhorn und Bad Bentheim sowie an die Regionalbuslinie 30 in Richtung Nordhorn. In Bad Bentheim bestehen Anschlüsse zu Zügen in Richtung Osnabrück, Hannover und Berlin sowie in Richtung Hengelo und Amsterdam. Außerdem betreibt die VGB ein Rufbusnetz, das Emlichheim sowohl mit den Gemeinden Coevorden (wo Anschlüsse ans niederländische Bahn- und Busnetz bestehen) und Laar als auch mit Ringe und Hoogstede verbindet. Von Frühjahr bis Herbst führen zu bestimmten Zeiten Busse auf der Linie Emlichheim – Neuenhaus Fahrradanhänger mit („Fietsenbus“).

## Bildung
In Emlichheim gibt es eine Grund-, eine Haupt- und eine Realschule sowie ein Gymnasium für die Sekundarstufe I. Die weitere schulische Ausbildung erfolgt entweder in Neuenhaus (Lise-Meitner-Gymnasium) oder in der Kreisstadt Nordhorn. In Nordhorn stehen den Schülern allgemeinbildende Gymnasien, berufliche Gymnasien und berufsbildende Schulen zur Verfügung.

## Sport
Die 1. Damenmannschaft des Sportvereins SCU Emlichheim spielt derzeit in der 2. Volleyball-Bundesliga der Frauen Staffel Nord.
Jährlich am Freitag vor Pfingsten findet seit 1991 der „Emlichheimer Pfingstlauf“ statt, der sich im Laufe der Jahre zu einer großen Veranstaltung mit Begleitprogramm im Emlichheimer Ortskern entwickelt hat. Über 1000 Läufer und Läuferinnen gehen jährlich auf die Laufstrecken. Angeboten werden ein Bambini-Lauf, eine 4 × 1-km-Staffel, ein 2-km-Schülerlauf sowie die Hauptläufe über 5 km und 10 km Distanz. Die Strecke ist eine amtlich vermessene Strecke des DLV und zieht somit zahlreiche, gute Läufer an. Die Veranstaltung ist durch die Jux-Staffel, die vielen Besucher und die Anwohner an der Strecke sehr belebt und fester Bestandteil des Emlichheimer Veranstaltungskalenders.

## Bauwerke

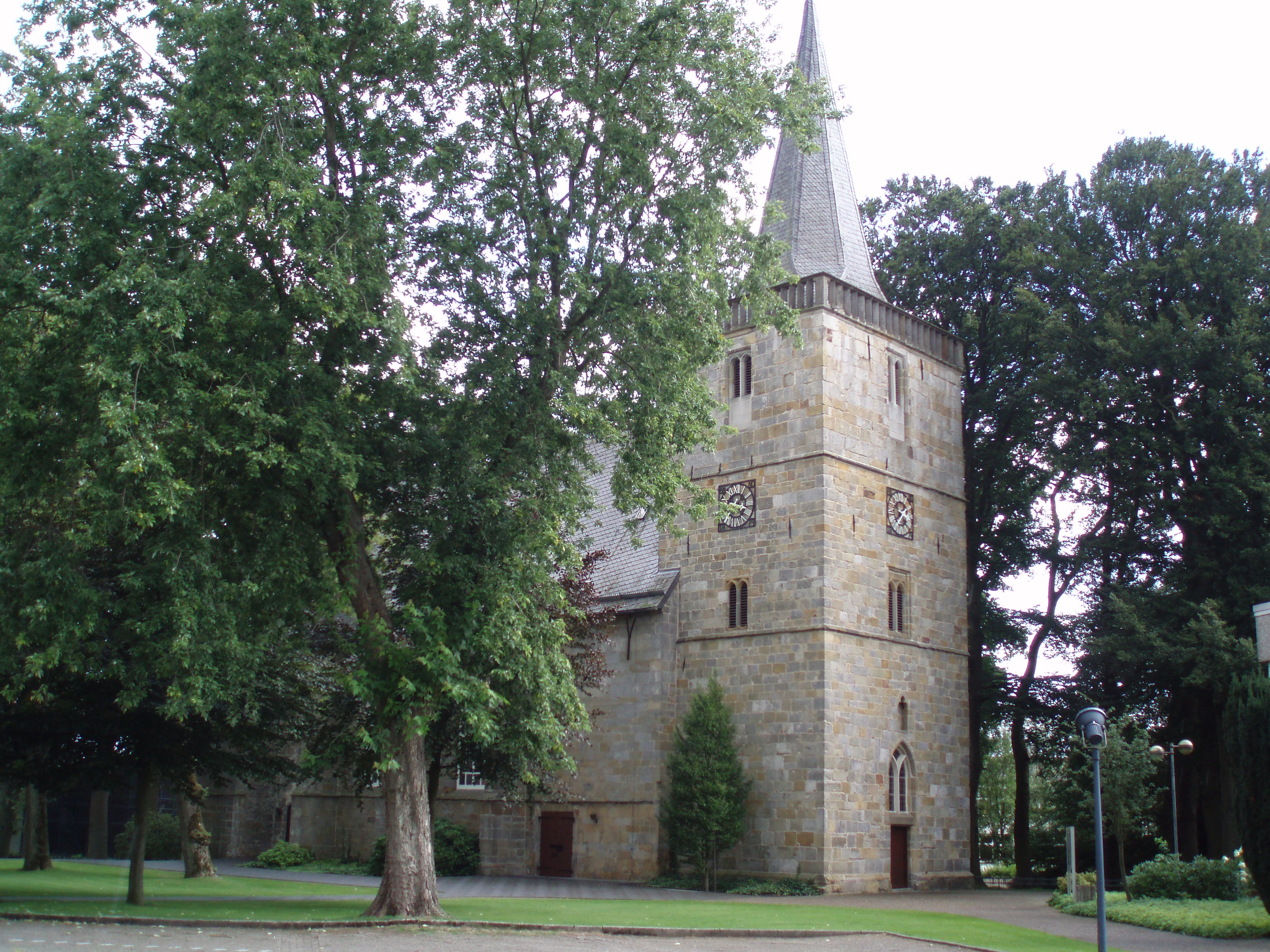
Reformierte Kirche

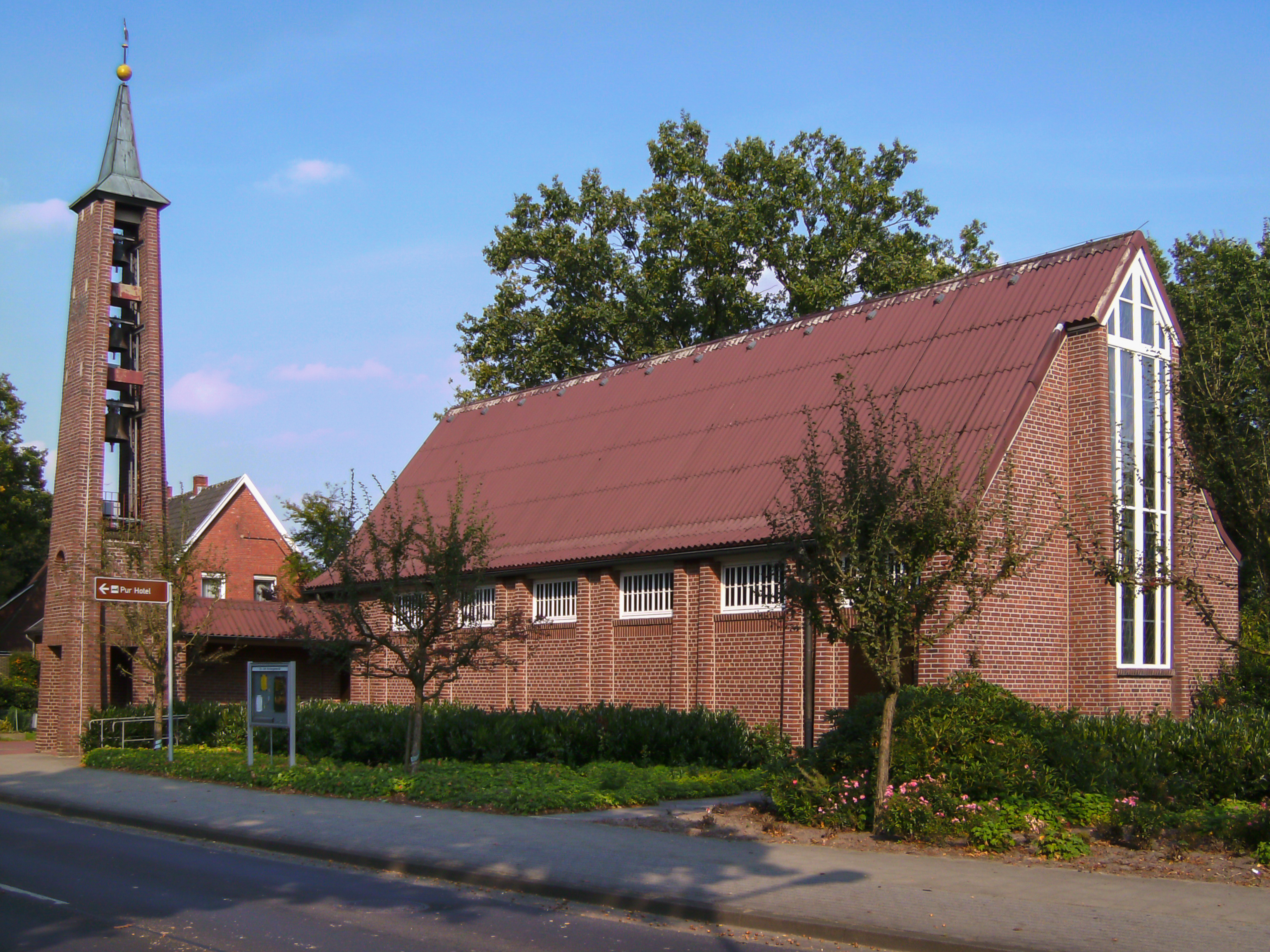
Evangelisch-lutherische Friedenskirche

Die Evangelisch-reformierte Kirche zu Emlichheim liegt am Abfall einer sandigen Geestebene zu den Vechtewiesen und wurde auf scheitrecht behauenen, verschieden großen Quadern aus Bentheimer Sandstein errichtet. Der Turm mit seinen drei gegeneinander abgesetzten Geschossen ist ohne Verband der Westwand der Kirche vorgebaut. Das Schiff hat drei Joche mit breiten, spitzbogigen Gurten und Kreuzgewölben in Backstein, die auf das Ende des 15. Jahrhunderts hinweisen. Die älteste der insgesamt vier Glocken ist mit 1487 datiert, ohne den Gießer zu nennen.
Daneben erhielt Emlichheim zwischen 1952 und 1954 einen Kirchenneubau für die evangelisch-lutherische Kirchengemeinde. Die „Friedenskirche“ wurde von Max H. Berling aus Osnabrück als Nagelbinderkonstruktion entworfen und gebaut. Als eines der ersten in der Nachkriegszeit gebauten Kirchengebäude steht sie mittlerweile unter Denkmalschutz.
Ebenfalls in den 1950er Jahren entstand als Jugend-Freizeiteinrichtung das „Grenzlandheim“.
In der Hauptstraße 24 steht das Rathaus der Samtgemeinde, ein moderner dreigeschossiger Zweckbau.

## Persönlichkeiten

### Söhne und Töchter der Gemeinde
- Ludwig Brill (1838–1886), Lehrer und Dichter
- Frank Schindelhauer (* 1953), Mediziner, ehemaliger Generalarzt der Bundeswehr

### Persönlichkeiten, die in Emlichheim gelebt und gewirkt haben
- Werner Koch (1910–1994), reformierter Theologe und Widerstandskämpfer gegen den Nationalsozialismus
- Gerhard Nordholt (1920–1994), reformierter Theologe
- Anne Trabant-Haarbach (* 1949), Fußballspielerin
- Claudia Volkers (* 1971), Volleyballspielerin
- Michael-Che Koch (* 1973), Schauspieler und Synchronsprecher
- Tobias Schwartz (* 1976), Autor